# Bathusi Aubaas
Bathusi Aubaas (Kuruman, 14 de mayo de 1995) es un futbolista sudafricano que juega en la demarcación de centrocampista para el Mamelodi Sundowns FC de la Liga Premier de Sudáfrica.

## Selección nacional
Hizo su debut con la selección de fútbol de Sudáfrica el 17 de junio de 2023 en un encuentro de clasificación para la Copa Africana de Naciones de 2023 contra Marruecos que finalizó con un resultado de 2-1 a favor del combinado sudafricano tras el gol de Hakim Ziyech para Marruecos, y de Zakhele Lepasa y Percy Tau para Sudáfrica.

## Clubes
| Club                 | País      | Año       | Partidos | Goles |
| -------------------- | --------- | --------- | -------- | ----- |
| Buya Msuthu FC       | Sudáfrica | 2016-2017 |          |       |
| Free State Stars FC  | Sudáfrica | 2017-2018 | 0        | 0     |
| TS Galaxy FC         | Sudáfrica | 2018-2023 | 139      | 7     |
| Mamelodi Sundowns FC | Sudáfrica | 2023-     | 49       | 1     |